# 坂口愛美
坂口 愛美（さかぐち あみ、1989年7月25日 - ）は文化放送のアナウンサー。気象予報士。防災士。

## 来歴
奈良市立三笠中学校、奈良県立奈良高等学校、神戸大学発達科学部人間表現学科を卒業した。
3歳の頃からピアノを習っていた。高校在学中は生徒会長を務め、大学在学中は応援団でチアリーディングを担当したほか、大和郡山市主催の「第28回 女王卑弥呼コンテスト」でグランプリに選出される。
2012年、愛媛朝日テレビに入社した。2013年11月に奈良高校90周年記念式典でインタビュアー兼司会を担当した。
全国高校野球選手権大会中継で各高校のアルプスリポートを担当し、「高校野球が私の原点」と語る。
また、お笑い好きが高じて同期アナウンサーの戸谷勇斗とコンビを組み、自らは「アミティ」を名乗り、コンビ名を「じゃこ天スプラッシュ」でM-1グランプリ2019に出場するも、予選一回戦で敗退した。同局を2020年3月に退社した。
2020年4月1日付で文化放送に入社した。2022年4月から2024年3月までは平日の帯番組『おとなりさん』、土曜の『村上信五くんと経済クン』、日曜の『林家たい平 たいあん吉日!おかしら付き♪』と合わせて、同局の番組に毎日レギュラー出演していた。
気象予報士試験に合格したことを、出演番組内で2022年10月2日に公表した。
同局にアナウンサーとして所属したまま、グループ会社のセントラルミュージックとタレントマネジメントで業務提携を2023年4月より結んでいる。その後、ウェザーマップと気象予報士マネジメントで業務提携を結んでおり、以降文化放送の承諾を得て、アナウンサーとしてではない「気象予報士」の肩書きで、TOKYO MXやTBS NEWSなど他局の気象情報コーナーに出演している。

## 人物

### 趣味・特技
金魚すくい、ピアノ、パン店巡り、米作り、映画鑑賞、1人カラオケ、応援

### 交友関係
三戸なつめは中学時代の同級生である。

## 担当番組

### 現在

#### 文化放送
- 村上信五くんと経済クン（2020年10月3日 - ） - アシスタント[14]
- 林家たい平 たいあん吉日!おかしら付き♪（2020年10月4日 - ） - アシスタント[15]
- くにまる食堂（2024年4月1日 - 2025年3月27日、月曜 - 木曜 / 2025年3月31日 - 、月曜・火曜）
- おとなりさんdayスペシャル 坂口愛美のおひとりさん（2024年4月7日 - ） - パーソナリティ
- おとなりさんday（2024年4月7日 - ） - アシスタント

#### TBS NEWS
- 天気予報（2024年10月10日 - ） - 当初は木曜日夕方放送分を隔週で担当[20]、5月7日より水曜朝放送分を担当[21]

#### JFN系列
- OH! HAPPY MORNING（2025年5月7日 - ） - 水曜日7時台お天気コーナーを担当[22]

#### その他
- Yahoo!ニュース天気・災害（2025年5月7日 - ） - 水曜日朝の天気を担当[23]

### 過去

#### 文化放送
- 岡副麻希のほくほくみゅ〜じっく（2020年4月5日 - 2021年3月28日） - アシスタント
- anison Days+（2020年4月10日・4月17日） - アシスタント[注 3]
- 斉藤一美 ニュースワイドSAKIDORI!（2020年4月20日 - 2022年3月21日） - 月曜日サブキャスター
- ミュージック・ジグソーパズル （2020年10月 - 2021年10月1日） - パーソナリティ
- 卒業アルバムに1人はいそうな人を探すラジオ（2020年11月3日 - 2021年3月23日） - 火曜日リポーター
- カラフルレンズ（2021年9月28日 - 2022年3月24日 ） - 火曜日パーソナリティ
- ヴァイナル・ミュージック〜歌謡曲2.0〜（2021年4月2日 - 2022年3月25日） - 土曜日（金曜日深夜）パーソナリティ
- 卒業アルバムに1人はいそうな人を探すラジオ サンデー（2021年4月4日 - 2023年3月26日） - アシスタント
- おとなりさん（2022年4月4日 - 2024年3月29日） - アシスタント[13]
- 秋元真夏 卒アルラジオ（2023年3月28日 - 2025年3月25日） - アシスタント
- みんなの音楽室（2024年9月30日 - 2025年3月28日） - パーソナリティ。文化放送以外の全国のラジオ局でも放送

#### TBSラジオ
- パンサー向井の＃ふらっと（2022年4月3日、2024年3月25日） - 裏番組であった「おとなりさん」との中継を結んだ際の文化放送側として出演
- 金曜ボイスログ（2024年5月24日） - 「おとなりさん」が2024年3月29日まで裏番組だった縁で山根良顕と共にスタジオ生出演

#### 愛媛朝日テレビ
- スーパーJチャンネルえひめ（2016年3月28日 - 2020年3月）
- らぶちゅちゅ
- eatニュース
- ちかくナルナル なるちか!（ ? - 2020年3月）

#### 南海放送ラジオ
- やのひろみの部屋（2021年6月14日[24]・2022年5月23日[25][26]） - ゲスト

#### TOKYO MX
- TOKYO MX news FLAG（2024年4月3日 - 9月27日） - 水・金曜日のお天気コーナーを担当[27]。